# أشيل لونجو
أشيل لونجو (بالإيطالية: Achille Longo)‏ هو ملحن إيطالي، ولد في 28 مارس 1900 في نابولي في إيطاليا، وتوفي بنفس المكان في 28 مايو 1954.

## وصلات خارجية
- أشيل لونجو على موقع IMDb (الإنجليزية)
- أشيل لونجو على موقع ميوزك برينز (الإنجليزية)
- أشيل لونجو على موقع أول ميوزيك (الإنجليزية)
- أشيل لونجو على موقع ديسكوغز (الإنجليزية)
- أشيل لونجو على موقع قاعدة بيانات الفيلم (الإنجليزية)